# Narciso Campero
Narciso Campero is een provincie in het zuidoosten van het departement Cochabamba in Bolivia. De provincie heeft een oppervlakte van 5550 km² en heeft 35.763 inwoners (2012). De hoofdstad is Aiquile.
Narciso Campero is verdeeld in drie gemeenten:
- Aiquile
- Omereque
- Pasorapa

Arani · 
Arque · 
Ayopaya · 
Bolívar · 
Capinota · 
Carrasco · 
Cercado · 
Chapare · 
Esteban Arce · 
Germán Jordán · 
Mizque · 
Narciso Campero · 
Punata · 
Quillacollo · 
Tapacarí · 
Tiraque